# 祝惺元

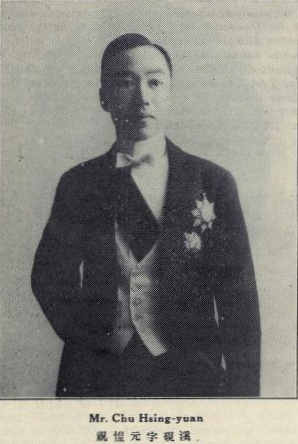

祝惺元（1880年—20世纪1940年代后）字硯溪，直隷省順天府大興县人，中華民国政治家、外交官。父：祝華麟，女：祝珩

## 生平
祝惺元毕业于京師大学堂。此后他留学日本中央大学。1913年（民国2年），他任駐美国公使館一等秘書。後来他归国，任北京政府外交部秘書兼交通部秘書。1920年（民国9年）10月，他任外交部特派直隷交涉員，任至1924年（民国13年）12月。1927年（民国16年），他任外交部政務司科長。
南京国民政府成立后，他任北平市政府专員。1930年（民国19年），他任国民政府陸海空軍总司令部外交处亚洲組組長。翌年12月，他任外交部参事。此后他历任外交部顧問、北平市政府專員。
抗日战争爆发後，他参加中華民国臨時政府，任天津市社会局長。南京国民政府（汪精卫政权）成立後的1940年（民国29年）5月，他就任華北政務委員会政務厅外務局局長。同年7月，他升任政務厅厅長。1942年（民国31年）3月，他辞去政務厅厅長职务，任華北政務委員会委員。
此後，祝惺元的消息不明。